# Strobilanthes polybotryus
Strobilanthes polybotryus är en akantusväxtart som beskrevs av Friedrich Anton Wilhelm Miquel. Strobilanthes polybotryus ingår i släktet Strobilanthes och familjen akantusväxter. Inga underarter finns listade i Catalogue of Life.